# Monaco gazdasága
A Monacói Hercegség gazdasága elsősorban a turizmusra, a szerencsejátékokra és a banki tevékenységekre épül. A Francia Riviérán fekvő törpeállam népszerű üdülőhely, amely kaszinójával és kellemes éghajlatával vonzza az odalátogatókat. A kis ország a közelmúltban sikeresen diverzifikált a tercier szektor és a kisebb, magas értékű, nem környezetszennyező iparágak felé. A Monacóban élőkre, valamint az ott vállalkozó külföldiekre nem vetnek ki személyi jövedelemadót és vagyonadót, az iparűzési adó mértéke pedig alacsony. Az ország adóparadicsom mind az állampolgárok, mind a bevándorlók és külföldi vállalatok számára, valamint népszerű offshore terület. Az állam monopóliumokat tart fenn számos ágazatban, többek között a dohányiparban, a telefon- és a postai szolgáltatásokban.

## Monaco gazdasága napjainkban
A gazdasági fejlődés a 19. század végén a Franciaországgal való vasúti összeköttetés és egy kaszinó megnyitásával lendült fel. Monaco gazdasága ma már elsősorban a pénzügyekre, a kereskedelemre és a turizmusra épül. A kedvező adózási feltételek máig számos külföldi vállalatot vonzottak Monacóba. 2011-ben az 5,748 milliárd dolláros éves GDP-bevétel mintegy 75%-a ilyen cégektől származott. Hasonlóképpen, az éves bevétel közel 15%-át az idegenforgalom teszi ki, mivel a törpeállam a híres monte-carlói kaszinó 1856-os megalapítása óta a turizmus egyik fő központja. A kaszinó megjelenik a svéd ABBA popegyüttes Money, Money, Money című dalában is.
A monacói GDP fő alkotóelemei a pénzügyi és biztosítási, valamint a tudományos és műszaki tevékenységek. A monacói bankszektor meglehetősen nagy: a konszolidált banki eszközök 2011-ben 8,42-szeresen meghaladták az ország GDP-jét. A Monacóban működő bankok hagyományosan a privát vagyonkezelési szolgáltatásokra szakosodtak.
A Franciaországgal közösen létrehozott gazdasági- és vámunió szabályozza és végzi a banki tevékenységet, a vám- és adóügyeket, a postai szolgáltatást és a távközlést. Az euró bevezetése előtt Monaco a monacói frankot használta, amelynek árfolyama a francia frankhoz volt kötve. Ma már az ország az eurózóna tagja, az Európai Uniónak viszont nem. Monaco saját euróérméket veret.
Monaco híres a tengeri tudományok területén végzett kutatásairól. Az Oceanográfiai Múzeum, melynek igazgatója korábban Jacques-Yves Cousteau volt, a világ egyik legelismertebb intézménye a maga nemében. Monaco a világ minden tájáról importál és exportál termékeket és szolgáltatásokat. Az országnak mezőgazdasága nincs.

## Monaco mint adóparadicsom
Monaco nem vet ki jövedelemadót a magánszemélyekre. Ennek hiánya számos, úgynevezett adómenekültet vonz a hercegségbe, akik jövedelmük nagy részét Monacón kívüli tevékenységből szerzik; a legtöbb figyelmet az olyan hírességek kapják, mint a Formula–1-es versenyzők, de túlnyomó többségük kevésbé ismert üzletember.
1998-ban a Gazdasági Együttműködési és Fejlesztési Szervezet (OECD) adta ki az első jelentést az adóparadicsomok pénzügyi rendszereinek következményeiről. Monaco nem szerepelt e területek listáján egészen 2004-ig, amikor az OECD felháborodását fejezte ki a monacói helyzet miatt, és legutóbbi jelentésében elítélte azt, hasonlóan Andorrával, Liechtensteinnel, Libériával és a Marshall-szigetekkel, hangsúlyozva a pénzügyi információk közzététele és hozzáférhetősége tekintetében az együttműködés hiányát az említett országok részéről. 2000-ben a Pénzügyi Akciócsoport jelentésében megállapította, hogy a monacói pénzmosás elleni rendszer átfogó. A Nemzetközi Valutaalap (IMF) és az Európa Tanács 36 másik területtel együtt Monacót is adóparadicsomként tartja számon.

## Fordítás
Ez a szócikk részben vagy egészben  az   Economy of Monaco című angol Wikipédia-szócikk ezen változatának fordításán alapul.  Az eredeti cikk szerkesztőit annak laptörténete sorolja fel. Ez a jelzés csupán a megfogalmazás eredetét és a szerzői jogokat jelzi, nem szolgál a cikkben szereplő információk forrásmegjelöléseként.